# Істон (Нью-Гемпшир)
Істон (англ. Easton) — місто (англ. town) в США, в окрузі Ґрафтон штату Нью-Гемпшир. Населення — 292 особи (2020).

## Демографія
Згідно з переписом 2010 року, у місті мешкали 254 особи в 120 домогосподарствах у складі 81 родини. Було 206 помешкань
Расовий склад населення:
| - 98,0 % — білих - 0,8 % — корінних американців |

До двох чи більше рас належало 0,4 %. Частка іспаномовних становила 0,4 % від усіх жителів.
За віковим діапазоном населення розподілялося таким чином: 14,2 % — особи молодші 18 років, 59,8 % — особи у віці 18—64 років, 26,0 % — особи у віці 65 років та старші. Медіана віку мешканця становила 54,9 року. На 100 осіб жіночої статі у місті припадало 106,5 чоловіків;  на 100 жінок у віці від 18 років та старших — 103,7 чоловіків також старших 18 років.
Середній дохід на одне домашнє господарство  становив 80 866 доларів США (медіана — 58 889), а середній дохід на одну сім'ю — 89 271 долар (медіана — 75 000). Медіана доходів становила 70 000 доларів для чоловіків та 35 357 доларів для жінок. За межею бідності перебувало 2,8 % осіб, у тому числі 0,0 % дітей у віці до 18 років та 0,0 % осіб у віці 65 років та старших.
Цивільне працевлаштоване населення становило 159 осіб. Основні галузі зайнятості: мистецтво, розваги та відпочинок — 32,1 %, освіта, охорона здоров'я та соціальна допомога — 20,8 %, роздрібна торгівля — 14,5 %.